# Filicídio

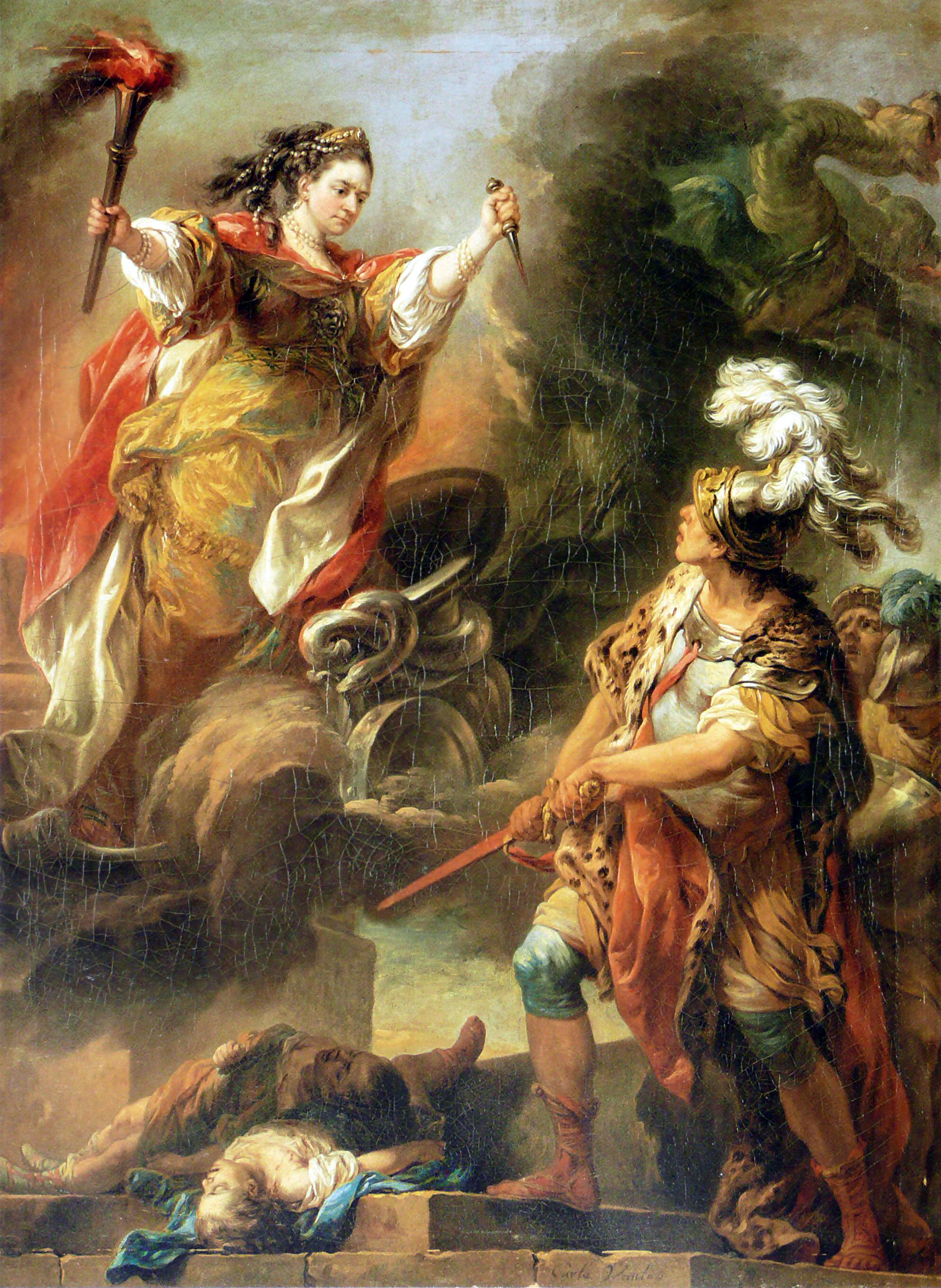
Pintura Senhoria Clairon como Medéia de Charles-André van Loo (1759)

Filicídio é o ato de uma mãe ou pai, biológico ou adotivo, de matar o seu próprio filho ou filha. A palavra deriva do latim filius (filho ou filha), acrescentado do sufixo -cide (para matar, assassinato ou a causa da morte). Quem comete filicídio é um ou uma filicida. 
"Um indivíduo tem quatro vezes mais probabilidade de ser vítima de homicídio no primeiro ano de vida do que em qualquer outro momento de sua vida", escreveram os autores do artigo Filicídio e psicose: relato de dois casos. 
O Direito Penal brasileiro não utiliza o termo, categorizando qualquer forma de assassinato de crianças como infanticídio.

## Perfil do homicida
Norton Cezar Dal Follo da Rosa Jr, psicanalista e doutor em Psicologia Social e Institucional - UFRGS, escreveu um artigo em dezembro de 2024, onde enfatizou que não devem ocorrer generalizações e cada caso é particular. Segundo ele também, "o ato de matar o próprio filho pode envolver motivações inconscientes, desencadeadas por um estado de loucura episódica, momentos de despersonalização, assim como estar associado a quadros psicopatológicos severos: Psicoses, psicopatias, depressões, entre outros". 
Já os autores do artigo Filicídio e psicose: relato de dois casos rescreveram que estudos realizados em outros países reportaram que de 82 a 93%% das mães que haviam praticado filicídio ou tentado tinham transtorno psicótico ou transtorno do humor. "Estudos empíricos recentes têm encontrado múltiplos fatores associados ao fi licídio9. Eles têm sugerido que, na maioria dos casos de mulheres fi licidas, um conjunto de estressores levam a mulher a matar a criança. Esses fatores motivadores incluem dificuldades  financeiras,  isolamento social,  mães solteiras, problemas relacionados  ao trabalho,  problemas domésticos,  atores relacionados à criação e educação da mãe, história de abuso sexual na infância, problemas conjugais,  ciúmes, abuso de  lcool, doença  física, transtornos do humor ou sintomas psicóticos", escreveram também. 
A psiquiatra Sara G. Oeste escreveu no artigo An Overview of Filicide divulgado no National Library of Medicine dos Estados Unidos "que os pais podem, por uma variedade de razões, ser compelidos a matar seus filhos".

## Na Legislação
Sara G. Oeste escreveu que "os tempos greco-romanos antigos, um pai tinha permissão para matar seu próprio filho sem repercussões legais", mas que principalmente nos séculos XVI e XVII houve importantes mudanças na Europa, com a França e depois a Inglaterra passando a condenar o filicídio com a pena de morte. 
Nos Estados Unidos, cujas leis são estaduais, o crime também é passível de pena de morte, a não ser que o filicida prove que sofra de transtorno psicótico ou transtorno do humor. O caso de Andrea Yates, que matou seus cinco filhos, se tornou famoso há alguns anos, tendo ela primerio sido condenada à pena capital, com seu recurso sobre problemas psicomentais tendo sido refutado. Um segundo julgamento, no entanto, aceitou as alegações e Yates foi presa num hospita psiquiátrico, de onde só sairá quando não representar mais risco. 
No Brasil o crime é enquadrado no Artigo 123 - filicídio, ou seja, “matar sob a influência do estado puerperal, o próprio filho, durante o parto ou logo após” ou no Artigo 121 - homicídio. 
Segundo o estudo Child murder by mothers: patterns and prevention "cerca de duas dúzias de países têm atualmente leis sobre infanticídio (Austrália, Áustria, Brasil, Canadá, Colômbia, Finlândia, Alemanha, Grécia, Hong Kong, Índia, Itália, Japão, Coreia, Nova Zelândia, Noruega, Filipinas, Suécia, Suíça, Turquia e Reino Unido.

## Na cultura popular
- O homicídio de Medeia;
- N esposa de Jasão, contra os seus filhos, na versão do mito por Eurípedes;
- O quase homicídio de Isaque por seu pai Abraão, pois Deus teria falado com Abraão e lhe pedido uma verdadeira prova de fé, determinando que levasse o seu filho para oferecê-lo em holocausto no Monte Moriá que fica próximo a Salém;
- Urano, deus que na mitologia grega personificava o céu e enterrava seus filhos no seio de Gaia, a Terra. Urano foi derrotado e castrado por seu filho, um Titã chamado Cronos, o deus do tempo. Cronos também cometia uma espécie de filicídio devorando os seus filhos, mas foi derrotado por seu filho Zeus.

## Casos notórios
- Caso Andrea Yates (2001)
- Caso Dena Schlosser (2004)
- Caso Isabela Nardoni (2008)
- Caso Bernardo Boldrini (2014)
- Caso Rhuan (2019)
- Caso Rafael Winques (2020)
- Caso Miguel dos Santos Rodrigues (2021)
- Assassinato de Miguel Ryan Mendes Alves (2024)